# Hayley Arceneauxová
Hayley Arceneauxová (* 4. prosince 1991 Baton Rouge, Louisiana) je asistentka lékaře v dětské výzkumné nemocnici sv. Judy a astronautka – 570. člověk ve vesmíru. V roce 2021 se zúčastnila první zcela soukromé vesmírné mise Inspiration4 a ve svých 29 letech se stala nejmladší Američankou ve vesmíru a první astronautkou s protézou končetiny.

## Život a kariéra
Vyrůstala ve městě St. Francisville v Louisianě. V 10 letech jí byl v levém koleni diagnostikován osteosarkom, což je druh rakoviny kostí. V Dětské výzkumné nemocnici svatého Judy podstoupila asi tucet kol chemoterapie a operaci, při níž jí bylo nahrazeno koleno a do levé stehenní kosti byla vložena titanová tyč.
Tato zkušenost ji přivedla k zájmu o další pacienty s rakovinou. Arceneauxová absolvovala Akademii svatého Josefa v Baton Rouge v Louisianě, kde v roce 2014 získala bakalářský titul ve španělštině. Titul asistenta lékaře (PA) získala v roce 2016 na Louisianské státní univerzitě zdravotnických věd ve Shreveportu. V nemocnici sv. Judy pracuje s pacienty s leukémií a lymfomy. Její bratr Hayden a švagrová Liz Suttlesová jsou letečtí inženýři.
Hayley Arceneauxová je držitelkou ocenění Mladí hrdinové Louisiany z roku 2003.

## Kosmický let
Zástupce nemocnice dětskou výzkumnou nemocnici sv. Judy v Memphisu v Tennessee, do níž byl namířen výnos charitativní sbírky projektu Inspiration4, obdržel na začátku roku 2021 od sponzora mise Jareda Isaacmana nabídku na obsazení jednoho z míst v lodi Crew Dragon. Bez váhání doporučil Arceneauxovou, které poté byla jmenována zdravotním specialistou letu Inspiration4. Spolu se svými kolegy z posádky absolvovala zrychlený výcvik astronautů, během něhož mimo jiné vystoupili na horu Mount Rainier ve státě Washington, a letový výcvik ve vojenských proudových trenažérech, po kterém přijala volací znak Nova.
Let lodi Crew Dragon Resilience trval bez několika desítek minut tři dny. Začal 16. září 2021 těsně po půlnoci světového času v Kennedyho vesmírném středisku na Floridě a skončil 18. září před půlnocí v Atlantském oceánu, asi 50 km od místa startu. Čtyři členové posádky během letu prováděli základní medicínské experimenty a užívali dosud nejlepšího výhledu, které kdy kosmická loď posádce poskytla, prostřednictvím klenutého okna Cupola, umístěného na špičce lodi místo obvyklého dokovacího zařízení pro připojení k Mezinárodní vesmírné stanici.